# بارت بکت
بارت بکت (انگلیسی: Bart Becht) (زاده ۲۹ ژوئیه ۱۹۵۶) کارآفرین و مدیر ارشد اجرایی هلندی است، که در حال حاضر به‌عنوان مدیر عامل و رئیس هیئت مدیره شرکت کوتی اینکورپوریتد فعالیت می‌نماید. 